# 伯內特岩
伯內特岩（英語：Burnette Rock）是南極洲的岩石，位於瑪麗伯德地，處於格羅夫斯島西北面1.3公里，高45米，以美國海軍的直昇機師命名，現時由南極條約體系管理。